# Leo Kurauzvione
Leo Kurauzvione (ur. 5 grudnia 1981 w Harare) – zimbabweński piłkarz grający na pozycji pomocnika.

## Kariera klubowa
Karierę piłkarską Kurauzvione rozpoczął w klubie Dynamos FC. W 2002 roku zadebiutował w jego barwach w zimbabwejskiej Premier League. Już w debiutanckim sezonie wywalczył z Dynamos Tarczę Dobroczynności, a swój drugi sukces z tym klubem osiągnął w 2004 roku, gdy zdobył Puchar Niepodległości Zimbabwe.
Latem 2004 roku Kurauzvione przeszedł do Legii Warszawa, w której występował wraz z rodakiem Dicksonem Choto. W Legii zadebiutował 12 sierpnia 2004 w wygranym 1:0 meczu Pucharu UEFA z FC Tbilisi. W Ekstraklasie rozegrał tylko jedno spotkanie w barwach Legii, 19 września 2004 z Górnikiem Łęczna (2:1). Ogółem w warszawskim klubie zagrał w 5 meczach.
W 2005 roku Kurauzvione wrócił do Zimbabwe, do Dynamos Harare. W 2006 roku przeszedł do lokalnego rywala tego zespołu, Shooting Stars Harare. Grał też w Zimbabwe Saints FC i Triangle United FC.

## Kariera reprezentacyjna
W reprezentacji Zimbabwe Kurauzvione zadebiutował w 2003 roku. W 2004 roku był w kadrze Zimbabwe na Puchar Narodów Afryki 2004, na którym był rezerwowym i nie rozegrał żadnego spotkania. W latach 2003–2005 wystąpił w kadrze narodowej w 10 meczach.